# Trite longipalpis
Trite longipalpis es una especie de araña saltarina del género Trite, familia Salticidae. Fue descrita científicamente por Marples en 1955.
Habita en Samoa y Tonga.